# Хоріїке Такумі
Такумі Хоріїке (яп. 堀池 巧, нар. 6 вересня 1965, Сідзуока) — японський футболіст, що грав на позиції захисника.
Виступав, зокрема, за клуб «Сімідзу С-Палс», а також національну збірну Японії.

## Клубна кар'єра
Народився 6 вересня 1965 року в місті Сідзуока.
У дорослому футболі дебютував 1988 року виступами за команду клубу «Йоміурі», в якій провів чотири сезони, взявши участь у 84 матчах чемпіонату. 
Своєю грою за цю команду привернув увагу представників тренерського штабу клубу «Сімідзу С-Палс», до складу якого приєднався 1992 року. Відіграв за команду з міста Сідзуока наступні шість сезонів своєї ігрової кар'єри. Більшість часу, проведеного у складі «Сімідзу С-Палс», був основним гравцем захисту команди.
Протягом 1998—1999 років захищав кольори команди клубу «Сересо Осака».
1999 року повернувся до «Сімідзу С-Палс», проте не провівши жодної гри у його складі, того ж року оголосив про завершення професійної ігрової кар'єри.

## Виступи за збірну
У 1986 році дебютував в офіційних матчах у складі національної збірної Японії. Протягом кар'єри у національній команді, яка тривала 10 років, провів у формі головної команди країни 58 матчів, забивши 2 голи.
У складі збірної був учасником кубка Азії з футболу 1988 року у Катарі, кубка Азії з футболу 1992 року в Японії, здобувши того року титул переможця турніру, розіграшу Кубка конфедерацій 1995 року у Саудівській Аравії.

## Статистика ігор за збірну
| Японія | Японія | Японія |
| Рік    | Ігри   | Голи   |
| ------ | ------ | ------ |
| 1986   | 2      | 0      |
| 1987   | 11     | 0      |
| 1988   | 1      | 0      |
| 1989   | 11     | 1      |
| 1990   | 6      | 0      |
| 1991   | 2      | 0      |
| 1992   | 7      | 0      |
| 1993   | 16     | 1      |
| 1994   | 0      | 0      |
| 1995   | 2      | 0      |
| Усього | 58     | 2      |

## Титули і досягнення
- Володар Кубка Джей-ліги (1):

«Сімідзу С-Палс»: 1996
- Чемпіон Японії (2):

«Йоміурі»: 1990-91, 1991-92
Збірні
- Володар Кубка Азії: 1992